# 朱安沈
河清端穆王朱安沈（1480年—1502年），明朝周藩第二代河清王，河清昭和王朱同鐪的庶長子。

## 生平
成化十六年（1480年）出生。弘治四年（1491年）五月，獲賜名安沈。朱安沈初封鎮國將軍。弘治十三年（1500年）十月，襲封河清王。
弘治十五年（1502年）十月，朱安沈去世，享年二十三歲，諡端穆。無子，九年後，第二弟鎮國將軍朱安𣲶襲爵。